# イタリア人
イタリア人（イタリアじん、伊: italiani）は、
1. イタリア共和国の国民として国籍を保持する人。
2. イタリア民族を自らのアイデンティティとする人。

## 国民としてのイタリア人
この場合の「イタリア人」は、イタリア政府から公に国籍を与えられ自国民として認知された人々を指す。
国籍を取得する上において、他のイタリア人と同じ言語を用い、同じ民族的価値観を有する事が有利であるのは事実であるが、必ずしも必要という訳ではない。困難ではあるが、そうした要件を満たさずとも国籍を取得し「国民としてのイタリア人」という立場を得る事は可能なのである（帰化）。
ただ、そうした間口の広さゆえに、後述する「民族としてのイタリア人」からは外国人として排撃運動の対象にされる事も少なくない。

## 民族としてのイタリア人
この場合の「イタリア人」は自らが「イタリア民族」に属していると自認する人々、つまり自らの民族的ルーツが「イタリア民族」にあると考える人々を指す。

### 民族の要件
民族とは、「自分達は同じグループに属している」という仲間意識を持つ集団を意味する。故に人種のような生物学的分類ではないし、一般に考えられがちな宗教･文化･言語が絶対的な決定要素になる訳でもない。それらは単に共通点が多ければ仲間意識を抱き易く、グループ化（＝民族形成）し易いという事に過ぎない。故にイタリア民族の場合も、イタリア地方居住者に多く見られる特徴であるコーカソイド（白人）･イタリア語話者･イタリア文化の理解･イタリア的価値観の保持などが求められる事が多いが、それらも絶対条件という訳ではなく、決定要素となりうるのは周囲の認知と自認と言えるであろう。
フランス第三共和政の首相だったジョルジュ・クレマンソーは、中世の一千年近くのあいだ、南イタリアはアラブ人やイスラム教徒に支配されていたことから、「イタリア人は半分汚い血が入っている」と公言していた。「汚い血」とは「ヨーロッパ人ではない血」のことであり、アラブを指しており、南イタリアは地中海の南にあり、文化的にも北アフリカに近く、肌の色も褐色であることを指している。

### 歴史

#### ローマ時代
「民族としてのイタリア人」が初めて歴史上に現れるのは、古代ローマ時代にまで遡る。共和制中期、イタリア全土を統合する国家となったローマ共和国は他のイタリア居住者を尊重しつつも、自国の中核を成すローマ民族に関しては従来通り都市国家時代の所領に住まう民のみに限定し、あくまでも都市民族としての概念を維持していた。このことに不満を抱いた他のイタリア居住者の反発によって一度は状況を改善するための改革が試みられたものの、最終的には改革を主導した護民官マルクス・リヴィウス・ドゥルーススが謀殺されたことで頓挫。平和的解決を絶望視したローマ国籍を持たない非ローマ系イタリア居住者の内、ピノチェント族･パエリーノ族･ヴィスティーノ族･マルッキーノ族･マルシ族･フレンターノ族・サムニウム族･ヒルピーノ族など八部族が反ローマを旗印に新国家「イタリア」を建国、都をコルフィニウムに定めた。
後の世において同盟市戦争として知られるこの大反乱は、執政官ルキウス･ユリウス･カエサルがイタリア全居住者にローマ国籍を付与し、全イタリア人をローマ民族に統合することで終息した。この戦いの後、目的を終えた「イタリア」は解体されるが、上述の全イタリア人への国籍付与によってそれまで都市民族の枠に留まっていたローマ民族はイタリア居住者全体を統合する地域民族へと発展を遂げ、以降、帝政ローマ後期にカラカラ帝が全ローマ領民へ国籍を付与し、地中海世界の居住者全てを統合･代表する世界民族へ発展するまでの長きに渡って「イタリア居住者を統合する民族」であり続けた。故に近世以降、イタリア･ナショナリズムが勃興すると、イタリアの民族主義者達は共和制中期から帝政中期まで（論者によってはアントニヌス勅令後も含む）ローマ民族が古代における実質的な「イタリア民族」であったと考え、ローマ文明に自民族の根源的ルーツを求めた者（ジュゼッペ・マッツィーニの青年イタリア党にもその端緒が窺える）が多かった。
上述のカラカラ帝による全領土住民への国籍付与によってローマ民族は地域民族から世界民族へと飛躍を遂げたが、それは同時にローマ民族が「イタリアの民族」という意味合いを大きく失うことを意味していた。更に統一ローマの分裂と、イタリア地方が属した西ローマ帝国の崩壊がそうしたイタリア居住者のアイデンティティの喪失に拍車を掛けた。

#### 中世時代
西ローマ崩壊後、ゲルマニア地方出身の諸民族（敢えて本項ではゲルマン民族とは呼称しない）が豊かな土地を求めてイタリア半島へ侵入を試みてきた。西ローマを滅ぼした傭兵隊長オドアケルを倒しイタリアを征服した東ゴート民族の王は、オドアケルの西ローマ皇帝位返還によってローマの統一帝としての地位を得ていた中世ローマ皇帝よりイタリア総督の地位を与えられ、東ゴート王国を開いた。この際入り込んできたゴート人の数は約30万程度と言われ、原住のイタリア居住者からすれば圧倒的に人数が少なかったこともあって権力基盤は弱く、東ゴートの王は「イタリア人の王（rex Italiae）」と名乗らず、単に「rex（王）」と名乗った。東ゴート人の統治が短命に終わったこともあり、ほとんどのイタリア居住者は従来通りローマ民族に属していると考えていた。
中世ローマ帝国との戦争で滅んだ東ゴートに次いでイタリアを征服したのはランゴバルド民族（ロンバルド）民族であり、彼らはゴート人同様数十万人程度の数で原住者に比べ圧倒的に数は少なかったため、積極的にローマ時代の文化や法律を吸収し、自らの言語よりも積極的にラテン語とイタリア語を用い、混血を奨励することで自らローマ民族への同化を図った。結果、ゴート王国に比べ同民族による統治は安定し、フランク王国によってランゴバルド王国が滅ぼされるまで支配は続き、現在もロンバルディア州やロマンス諸語のロンバルド語などに影響を残す。
フランク王国による支配はランゴバルド王国に脅威を抱いたローマ教皇の要請によって、ランゴバルド王国が滅ぼされた後に始まる。自らの庇護を求めたローマ教皇はカール大帝に独断で西ローマ帝位を与え（なお明らかな越権行為であるこの戴冠をローマ教皇は「西ローマ帝国はコンスタンティヌス帝の代に贖罪として教会に寄進された。故に戴冠権も教会にある」とした。しかしその証拠として提示されていたコンスタンティヌスの寄進状は現在では教会による偽書と判明している。）、これによってフランク･ローマ帝国の領土として統治される。フランクによる支配は各地方の有力者に爵位を与えての地方分権的な方法であったこと、フランク帝国自身がローマ帝国の後継を自負したことなどから、従来通りローマ民族に属すると考えるイタリア居住者がほとんどであった。
フランク帝国が崩壊しイタリアが政治的空白に陥ると、北部は王位を争う貴族の領土が林立し、中部は教会の私有地と化し、南部は教会の後ろ盾を得たヴァイキングがアラブ人を追い払い王政国家が築かれた。これ以降、サルデーニャ王国による統一に至るまでの長きに渡って、多少の勢力変動はありつつもイタリアは政治的分裂の渦中でさまよい続けることとなり、イタリアに居住する人々も次第により小さな集団、即ち郷土愛に立脚した地方民族主義へと傾斜していった。